# A-003
A-003은 미국의 아폴로 계획에 의해 4번째로 행해진 비상 탈출 로켓의 발사 시험이다.

## 목적
LES의 시험이 수행되는 것은, A-003으로 4번째가 된다. A-003의 목적은, 한계 고도에서의 카너드(동체 앞부분의 작은 날개)의 성능을 확인하는 것이었다. 발사에 사용되는 리틀 조 II 로켓은 알골(ALGOL) 모터가 6기까지 증설되어 아폴로 사령·기계선의 모형과 LES를 탑재해서 발사되었다. 또, LES의 배기가스로부터 사령선을 보호하는 앞부분 열보호 커버(Forward Boost Protective Cover)가 새롭게 설치되었다.

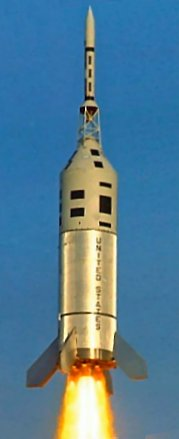
비행중인 리틀 조 II 로켓

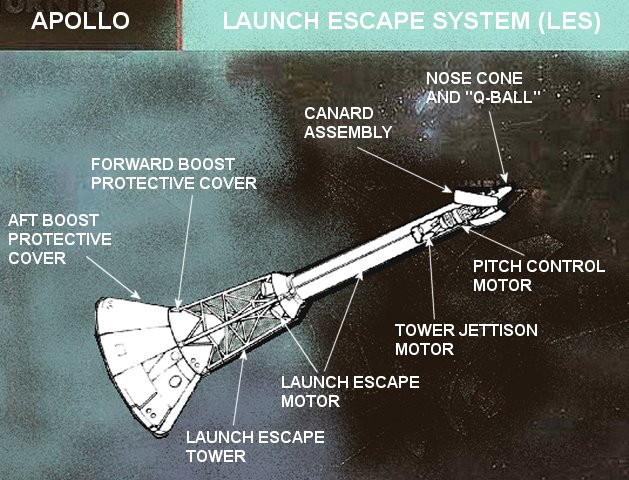
긴급 탈출용 로켓 개념도

## 비행
A-003은 1965년 5월 19일 13:01:04 UTC에 발사되었지만, 이륙으로부터 불과 2.5초 후에 예상 외의 회전운동을 시작했다. 이 때문에 예정하고 있던 것보다 훨씬 낮은 고도에서 LES가 점화되었다. LES의 카너드가 전개해, 자세 제어장치가 작동해 초당 약 260°의 회전운동을 정지시켜 기체를 안정시켰다.
예정되어 있던 고도에서의 LES 분리 실험에는 실패했지만, 이번 실험을 위해 신규로 개발된 카너드는 매우 중요하게 사용되는 것이 뜻밖에 증명된 것이다.